# Kudus (Regierungsbezirk)

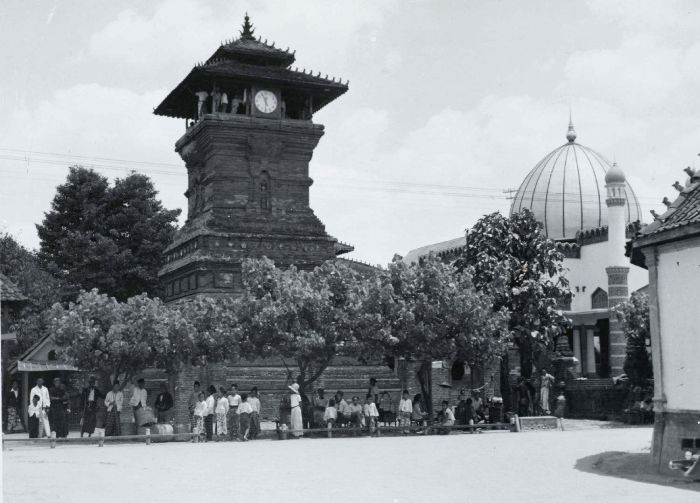
Moschee von Kudus in der Kolonialzeit

Kudus (Javanisch: ꦏꦸꦢꦸꦱ꧀) ist ein indonesischer Regierungsbezirk (Kabupaten) in der Provinz Jawa Tengah, im Zentrum der Insel Java. Mitte 2022 leben hier circa 0,87 Millionen Menschen. Hauptstadt und Regierungssitz des Verwaltungsbezirks ist die Stadt Kudus, etwa 50 km ostnordöstlich von der Provinzhauptstadt Semarang gelegen.

## Geographie

### Lage
Kudus liegt ziemlich im Norden der Provinz und erstreckt sich zwischen 6°51′ und 7°16′ s. Br. sowie zwischen 110°36′ und 110° 50′ ö. L. Er ist zwar der kleinste (von 29) Kabupaten der Provinz Zentraljava, weist aber die höchste Bevölkerungsdichte auf. Kudus grenzt im Nordwesten an den Kabupaten Jepara, im Osten und Süden an Pati sowie im Südwesten an Demak.

## Verwaltungsgliederung
Administrativ unterteilt sich Kudus in 9 Distrikte (Kecamatan) mit 132 Dörfern. Die einzigen Kelurahan (urbaner Charakter) befinden sich im Kec. Kudus.
| Code 1   | Kecamatan Distrikt | Ibu Kota Verwaltungssitz | Fläche (km²) | Einwohner Census 2010 2 | Volkszählung (Census) 2020 | Volkszählung (Census) 2020 | Volkszählung (Census) 2020 | Anzahl der Dörfer 6 |
| Code 1   | Kecamatan Distrikt | Ibu Kota Verwaltungssitz | Fläche (km²) | Einwohner Census 2010 2 | Einwohner 3                | 0Dichte 40                 | Sex Ratio 5                | Anzahl der Dörfer 6 |
| -------- | ------------------ | ------------------------ | ------------ | ----------------------- | -------------------------- | -------------------------- | -------------------------- | ------------------- |
| 33.19.01 | Kaliwungu          | Kedungdowo               | 32,71        | 91.174                  | 103.293                    | 3.157,8                    | 100,9                      | 15                  |
| 33.19.02 | Kota Kudus         | Purwosari                | 10,47        | 92.776                  | 89.480                     | 8.546,3                    | 95,5                       | 16 / 9 ★            |
| 33.19.03 | Jati               | Tanjung Karang           | 26,30        | 99.466                  | 108.819                    | 4.137,6                    | 99,0                       | 14                  |
| 33.19.04 | Undaan             | Undaan Kidul             | 71,77        | 69.073                  | 76.599                     | 1.067,3                    | 100,7                      | 16                  |
| 33.19.05 | Mejobo             | Jepang                   | 36,77        | 69.754                  | 77.434                     | 2.105,9                    | 100,9                      | 11                  |
| 33.19.06 | Jekulo             | Klaling                  | 82,92        | 98.741                  | 108.658                    | 1.310,4                    | 99,8                       | 12                  |
| 33.19.07 | Bae                | Bae                      | 23,32        | 66.333                  | 73.903                     | 3.169,1                    | 99,7                       | 10                  |
| 33.19.08 | Gebog              | Gondosari                | 55,06        | 93.915                  | 104.313                    | 1.894,5                    | 100,2                      | 11                  |
| 33.19.09 | Dawe               | Piji                     | 85,84        | 96.205                  | 106.685                    | 1.242,8                    | 100,1                      | 18                  |
| 33.19    | Kab. Kudus         | Kota Kudus               | 425,16       | 777.437                 | 849.184                    | 1.997,3                    | 99,6                       | 123 / 9             |

## Demographie
Zur Volkszählung im September 2020 lebten im Kabupaten Kudus 849.184 Menschen, davon 425.407 Frauen (50,10 %) und 423.777 Männer. Gegenüber dem letzten Census (2010) sank der Frauenanteil um 0,57 Prozent. 71,12 % (603.922) gehörten 2020 zur erwerbsfähigen Bevölkerung; 23,32 % waren Kinder (bis 14 Jahre) und 5,56 % waren im Rentenalter (ab 65 Jahren).
Mitte 2022 bekannten sich 97,92 Prozent der Einwohner zum Islam, Christen waren mit 1,94 % (12.042 ev.-luth. / 4.833 röm.-kath.) vertreten, 0,10 % waren Buddhisten. Zur gleichen Zeit waren von der Gesamtbevölkerung 43,59 % ledig; 48,98 % verheiratet; 1,49 % geschieden und 5,94 % verwitwet.

### Bevölkerungsentwicklung
| SP/SUPAS (Jahr) | 1971         | 1980         | 1990         | 1995         | 2000         | 2005         | 2010         | 2015         | 2020         |
| --------------- | ------------ | ------------ | ------------ | ------------ | ------------ | ------------ | ------------ | ------------ | ------------ |
| Kab. Kudus      | 449.432      | 536.382      | 631.322      | 668.529      | 709.905      | 754.183      | 777.437      | 830.396      | 849.184      |
| Anteil in %     | 2,05 %       | 2,11 %       | 2,21 %       | 2,14 %       | 2,39 %       | 2,33 %       | 2,13 %       | 2,46 %       | 2,31 %       |
| Jawa Tengah     | .21.877.081. | .25.372.889. | .28.521.692. | .31.223.258. | .29.653.266. | .32.382.657. | .36.516.035. | .33.753.023. | .36.742.501. |

| Rang unter den 29 Kabupaten der Provinz (06/2022) | Rang unter den 29 Kabupaten der Provinz (06/2022) |
| ------------------------------------------------- | ------------------------------------------------- |
| Fläche                                            | 00029                                             |
| Einwohnerzahl                                     | 00025                                             |
| Dichte                                            | 00001                                             |

- Bevölkerungsentwicklung des Kabupaten Kudus von 1971 bis 2020
- Ergebnisse der Volkszählungen Nr. 3 bis 8 – Sensus Penduduk (SP)
- Ergebnisse von drei intercensalen Bevölkerungsübersichten (1995, 2005, 2015) – Survei Penduduk Antar Sensus (SUPAS)[6]